# Фація метаморфізму
Фація метаморфізму (рос. фация метаморфизма, англ. facies; нім. metamorphe Fazies f, Metamorphosefazies f) – сукупність метаморфічних гірських порід різного складу, що відповідають певним умовам утворення по відношенню до основних факторів метаморфізму (температури, літостатичного тиску і парціальних тисків летких компонентів у флюїдах), що беруть участь в метаморфічних реакціях між мінералами. 

## Загальна характеристика
Різновиди метаморфічних фацій за назвою основних порід: 
- 1. зеленосланцева і глаукофан-сланцева (низька температура, середні і високі тиски);
- 2. епідот-амфіболітова і амфіболітова (середня температура, середні і високі тиски);
- 3. гранулітова і еклогітова (високі температура і тиск);
- 4. санідинітова і піроксен-роговикова (дуже висока температура і дуже низький тиск).

Види фацій за назвою метаморфічних мінералів та їх парагенезисів: гранат-кордієритова, гіперстен-силіманітова, ставролітова, андалузитова, силіманітова, кіанітова та ін.
Залежно від типів геосинклінальних рухомих зон і стадій їх розвитку метаморфізм гірських порід відбувається в умовах різних фацій. Для ранніх доорогенних стадій розвитку геосинкліналей характерний відносно низькотемпературний метаморфізм зеленосланцевої, глаукофанової або цеолітової фації. У більш пізні орогенічні стадії гірські породи підлягають високотемпературному метаморфізму, переважно амфіболітової і гранулітової фацій, який пов'язується з процесами становлення в рухливих зонах гранітоїдів. Піроксен-роговикова і санідинова фації обмежуються контактами з тілами магматичних порід, які впроваджуються на посторогенних стадіях розвитку рухливих зон або в структури платформного типу.
У петрології розрізняють фаціальні особливості магматичних порід, тіл, комплексів, що залежать від фаціальних умов їх утворення – особливості мінер. складу, структури, текстури, розміщення в межах магматичних тіл гірських порід, характер проявів контактових впливів, автометаморфізму, асиміляції та ін. 

## Критичні мінерали
Мінерали критичні (рос. минералы критические, англ. critical minerals; нім. kritische Minerale n pl) — мінерали, характерні для певної метаморфічної фації і стійкі тільки в ній.